# Lancer du javelot style libre aux Jeux olympiques de 1908
Pour un article plus général, voir Athlétisme aux Jeux olympiques de 1908.
Navigation
Stockholm 1912
L'épreuve du lancer du javelot style libre aux Jeux olympiques de 1908 s'est déroulée le 15 juillet 1908 au White City Stadium de Londres, au Royaume-Uni soit deux jours avant l'épreuve lancer du javelot masculin. Épreuve masculine, la différence de jet est que le javelot pouvait être tenu en main n'importe où, contrairement au lancer de javelot standard qui nécessitait que le javelot soit tenu par la prise centrale.
Elle est remportée par le Suédois Eric Lemming. Ce dernier l'a lancé à 54,44 m en finale en style standard et améliora sa marque deux jours plus tard 54,83 m.
Il y avait donc peu de différence entre les deux compétitions de javelot et l'épreuve de style libre a été supprimée du programme olympique ; néanmoins, il y aura une épreuve lancer du javelot à deux mains aux Jeux olympiques de 1912.

## Résultats
Chaque concurrent avait droit à trois lancers, après quoi les trois premiers avaient droit à trois essais supplémentaires. Les huit poules de qualification prévues ont été regroupées en cinq poules.
Les trois meilleurs lanceurs s'affrontent ensuite pour tenter d'améliorer leurs marques mais finalement personne n'a pu lancer plus loin.
| Rang               | Athlète            | Pays     | Marque   |
| ------------------ | ------------------ | -------- | -------- |
| Médaille d'or      | Eric Lemming       | Suède    | 54.44 WR |
| Médaille d'argent  | Michális Dórizas   | Grèce    | 51.36    |
| Médaille de bronze | Arne Halse         | Norvège  | 49.73    |
| 4                  | Charalambos Zouras | Grèce    | 48.61    |
| 5                  | Hugo Wieslander    | Suède    | 47.56    |
| 6                  | Armas Pesonen      | Finlande | 46.04    |
| 7                  | Imre Mudin         | Hongrie  | 45.96    |
| 8                  | Jalmari Sauli      | Finlande | 43.30    |
| 9                  | Juho Halme         | Finlande | 39.88    |
| 10–33              | autres concurrents | -        | -        |